# Gisting (alcohol)
Alcoholgisting is een fermentatieproces waarbij glucose in ethanol (de bekendste vorm van alcohol) en koolstofdioxide wordt omgezet. Gisting treedt op bij het produceren van onder meer bier en wijn. Het proces is anaeroob, wat wil zeggen dat er geen zuurstof voor het proces nodig is.
Voor een goed verlopend gistingsproces zijn onder andere gistachtige organismen, een juiste temperatuur en een juiste pH nodig. Verder moet voorkomen worden dat zuurstof toetreedt, omdat gist dan geen alcohol meer produceert maar andere producten zoals azijnzuur, melkzuur of methanol.

## Het biochemische proces
De brutovergelijking van de anaerobe afbraak van glucose naar ethanol is:
{\displaystyle \mathrm {C} _{6}\mathrm {H} _{12}\mathrm {O} _{6}+\mathrm {x} ~\mathrm {P} _{\mathrm {i} }+\mathrm {x} ~\mathrm {ADP} \to 2\mathrm {CH} _{3}\mathrm {CH} _{2}\mathrm {OH} +2\mathrm {CO} _{2}+\mathrm {x} ~\mathrm {ATP} }
{\displaystyle \mathrm {P} _{\mathrm {i} }} staat hier voor "inorganic phosphate". Dit is eigenlijk het waterstoffosfaation (HPO42−).
{\displaystyle \mathrm {ADP} } staat hier voor adenosinedifosfaat, een ribonucleotide dat in de celstofwisseling een rol speelt.
{\displaystyle \mathrm {ATP} } staat hier voor adenosinetrifosfaat, een ribonucleotide dat in de celstofwisseling een zeer belangrijke rol speelt.
Omdat de hele reactie enzymatisch plaatsvindt is het te gecompliceerd om volledig uit te schrijven. Glucose wordt door glycolyse omgezet in pyrodruivenzuur, dat anaeroob verder wordt omgezet in ethanol en kooldioxide (CO2).
Verschillende schimmels voeren vergisting uit, zodat zij de benodigde, energiedragende ATP vormen. ATP wordt ook gevormd tijdens de aerobe afbraak van glucose, zoals dat in alle cellen van ons lichaam plaatsvindt, waarbij de glucose enzymatisch, stapsgewijs wordt afgebroken.
Vele gisten voeren anaerobe afbraak van glucose uit.

## Voorbeelden van alcoholische gisting
Bij het brouwen van bier en de vinificatie van druivensap, kan de gisting in verschillende fasen van het proces voorkomen. Zo kan na de hoofdgisting een tweede gisting, al dan niet in een vat, plaatsvinden. En soms vindt nog een derde gisting in de fles plaats.
Voor bier worden de volgende gistingstypen onderscheiden:
- ondergisting of lage gisting (toegepast in de meeste Duitse en Tsjechische biersoorten)
- bovengisting of hoge gisting (toegepast in de meeste Belgische en Britse biersoorten)
- spontane gisting (wort in open kuipen begint na enige tijd spontaan te gisten. Een proces waarbij veel warmte vrijkomt (toegepast bij lambiekbieren uit het Pajottenland)
- gemengde gisting: een combinatie van bovengisting en spontane gisting.
- hergisting in de fles (ontstaan natuurlijk koolstofdioxide, geur- en smaakstoffen en extra alcohol door toevoeging van suikers en/of gisten) (onder andere toegepast bij champagne en diverse Belgische biersoorten)
- nagisting in de fles (ontstaan natuurlijk koolstofdioxide, geur- en smaakstoffen en extra alcohol zonder toevoeging van suikers of gisten) (onder andere toegepast bij Oude Geuze en Oude Kriek)

Niet ieder champagnehuis laat de in de winter in de nog niet gebottelde jonge wijn de spontaan optredende melkzuurgisting of malolactische gisting  optreden. Het wel of niet laten gisten op deze wijze bepaalt het karakter van de champagne die door de melkzuurgisting minder fris wordt, maar aan compexiteit wint.

## Toepassingen van alcohol
- Drank
- Brandstof
- Schoonmaakmiddel